# R/place
r/place és un projecte col·laboratiu d'art fet a Reddit des de l'any 2017 i que fins ara compta amb 3 edicions.
Al projecte pot col·laborar qualsevol persona que tingui un compte al Reddit posant un píxel d'entre 10 colors diferents i amb un refredament de 5 minuts a un fons blanc que cada dia s'amplia.
Les comunitats de Reddit conegudes com a subreddits fan els seus simbols i banderes i s'alien entre elles per fer grans treballs.